# Bandad barrblomfluga
Bandad barrblomfluga (Megasyrphus erraticus) är en tvåvingeart som först beskrevs av Carl von Linné 1758.  Bandad barrblomfluga ingår i släktet barrblomflugor, och familjen blomflugor. Arten är reproducerande i Sverige.